# 羊男的迷宮
《羊男的迷宮》（西班牙語：El laberinto del fauno）是一部2006年由西班牙跟墨西哥聯合製作的戰爭奇幻電影，導演為墨西哥籍的吉勒摩·戴托羅。影片首先在2006年的戛纳电影节正式競賽單元面世，獲得觀眾起立鼓掌長達22分鐘，至今仍是紀錄保持者。
电影的西班牙名字指的是罗马神话中半人半羊的农牧神，英语名字则指的是希腊神话中的半人半羊神。然而，吉勒摩·戴托羅指出电影中的像羊一样的人物形象并非是希腊神话中的潘神。
故事背景為1944年西班牙，此時西班牙內戰結束不久，最终國民軍打败共和軍，西班牙进入佛朗哥時期，長槍黨實行法西斯獨裁統治；同時，佛朗哥的國民軍部隊受到殘餘的共和軍及共產黨游擊隊的攻擊。
故事看似是由奧菲莉亞創造出的一個充滿幻想、奇幻的虛構世界，然而從劇情、角色的樣態、色調等卻都顯露出殘酷又陰森的氣息。11歲的奧菲莉亞跟著母親投靠繼父—上尉維多，上尉與游擊隊間進行的戰火林立讓奧菲莉亞恐懼的只能躲進自己的幻想世界－－被精靈帶進迷宮，並在那裡遇到牧神（潘），他告訴奧菲莉亞她原是地底王國的公主，而必須完成三個任務才能再次回去。

## 主演
| 演員                          | 人物                    | 備註                                   |
| ----------------------------- | ----------------------- | -------------------------------------- |
| 伊凡娜·巴吉羅 Ivana Baquero   | 奧菲莉亞 Ofelia         | 主角小女孩                             |
| 道格·瓊斯 Doug Jones          | 牧神（潘） Pan/Pale Man |                                        |
| 沙吉·羅培茲 Sergi López       | 維達 Capitan Vidal      | 殘忍無情的政府軍上尉                   |
| 艾妮安娜·姬兒 Ariadna Gil     | 卡門 Carmen             | 奧菲莉亞之母，與維多再婚並懷有他的小孩 |
| 瑪莉貝爾·維杜 Maribel Verdú   | 梅西蒂 Mercedes         | 女傭，與費列羅醫生暗中幫助游擊隊       |
| 亚历克斯·安克吕罗 Álex Angulo | 費列羅 Dr. Ferreiro     | 醫生                                   |
| 罗杰·卡萨梅杰 Roger Casamajor | 佩德羅 Pedro            | 游擊隊領袖，與瑪莎迪絲是姐弟           |
| 塞薩爾·比亞 César Bea         | 瑟拉諾 Serrano          | 政府軍軍官                             |

## 劇情
故事發生在1944年的西班牙國，西班牙內戰結束4年後，打贏西班牙共產主義共和軍的佛朗哥國民軍和長槍黨在西班牙已實行了4年的法西斯主義獨裁統治。在一個童話故事中，有一個地底王國，公主夢亞娜（Moanna）是國王的女兒。一次，她溜過守衛跑到人類世界，卻被刺眼的陽光弄瞎了眼睛，並失去了所有記憶，因此變成凡人，最後死亡。國王相信她的靈魂會回到地底王國，於是在各地建造迷宮，當作她回地底王國的門戶。女孩奧菲莉雅（Ofelia）和懷孕且虛弱不已的母親卡門（Carmen）歷經一段漫長車程，前去投靠她的繼父維達上尉（Captain Vidal）。維達為人殘暴冷酷，強烈支持长枪党主义，並持續與共和黨游擊隊作戰。
抵達維達軍隊所駐的磨坊後，奧菲莉雅跟著一隻她認為是仙子的竹節蟲跑進森林，看見一座迷宮。這時，維達的管家梅西蒂（Mercedes）追了上來並攔住奧菲莉雅，告訴她這座迷宮已經歷經漫長的歲月，會讓走進去的人迷路。梅西蒂其實與費列羅醫生（Doctor Ferreiro）暗中幫助著弟弟佩德羅（Pedro）所在的反抗軍游擊隊。當晚，竹節蟲進到奧菲莉雅的房間，在她面前變身成仙子，接著帶著奧菲莉雅進入迷宮。迷宮裡住著外型半人半羊的古老牧神，牧神告訴奧菲莉雅她其實是公主夢亞娜的轉世，但她必須完成三項任務，證明自己還沒有和凡人同化，才能回到地底王國。與此同時，維達殘忍地殺害兩名疑似協助反抗軍的平民，但結果證實兩人是無辜的。
第一項任務中，奧菲莉雅必須到一棵快枯死的老樹底下，找到一隻害樹木凋零的巨型蟾蜍，讓牠吃下三顆魔法石，最後從蟾蜍肚裡取得一把鑰匙。奧菲莉雅弄得渾身是泥，好不容易才成功取得鑰匙，但因放不下心身體愈來愈差的母親卡門，而無法進行下一項任務。牧神給了她一個曼陀羅根，要她將它泡在牛奶裡，放在母親床底下，每天滴兩滴鮮血。母親的狀況果然日漸好轉。
牧神給了奧菲莉雅一枝粉筆、一個沙漏和三個仙子，要她去完成第二項任務。牧神提醒道，奧菲莉雅將面對一整桌的盛宴，但她什麼都不能吃，且要在沙漏的沙全部流到下面前回來。奧菲莉雅用粉筆在房間牆上畫了一道門，進入時將沙漏倒轉。門之後是一道走廊，走廊的盡頭有一個擺滿美食的長桌，一個專吃小孩的蒼白人形怪物一動也不動地坐在長桌的首位。奧菲莉雅用鑰匙打開了牆上的一個鎖，取得一把匕首。但她受不了誘惑，無視仙子的勸阻，拿了兩顆葡萄吃下去。怪物動了起來，開始追殺奧菲莉雅，並吃了兩個試圖攔阻的仙子。奧菲莉雅跑到門邊，但沙漏已經流完。她拿粉筆在另一個地方又畫了一道門，僥倖和最後一個仙子逃了出去。牧神對奧菲莉雅的違規十分憤怒，拒絕給她下一個任務。
維達一方與反抗軍展開激戰，俘虜了一名反抗軍成員，對他嚴刑逼供。維達要費列羅給被折磨得不成人樣的反抗軍成員醫治，但費列羅在反抗軍成員的哀求下結束了他的生命。維達察覺費列羅其實與反抗軍是一夥的，於是槍殺了他，費列羅在死前義正詞嚴地訓斥了維達一番。與此同時，維達在卡門的床底下發現曼陀羅根，不知情的他訓斥了奧菲莉雅一頓，隨即將它丟入火裡。不久後，卡門分娩，在成功生下兒子後就死了。
一段時間後，維達發現梅西蒂在暗中幫助反抗軍。梅西蒂趁著雨天帶著奧菲莉雅逃離磨坊，但被維達等人逮個正著。梅西蒂被抓去審問，奧菲莉雅則被鎖在房間裡。梅西蒂用暗藏的小刀割斷繩索，連刺維達數刀，隨後逃去投靠反抗軍。這時，牧神出現在奧菲莉雅的房裡，給了她再一次機會，要她帶著剛出生的弟弟去迷宮。奧菲莉雅的弟弟（維達的兒子）在維達的房裡，她用粉筆畫出通往維達房間的門，成功帶走弟弟。同時，反抗軍開始全面進攻磨坊，維達發現奧菲莉雅試圖帶走他的兒子，便追了上去。
奧菲莉雅一路跑到迷宮中央，找到牧神。牧神要奧菲莉雅交出弟弟，讓祂用匕首刺傷，取得完全純潔之人的鮮血來開啟前往地下王國的通道。奧菲莉雅不肯，這時維達趕到，看見奧菲莉雅在和空氣交談。牧神見奧菲莉雅不從，便離開了。維達槍擊奧菲莉雅，抱走她的弟弟。維達跑出迷宮，發現反抗軍已經將他團團包圍。他自知死期已到，便將兒子交給梅西蒂，要梅西蒂告訴他的兒子自己的死亡時間，但她拒絕，說「他連你的名字都不會知道」。佩德羅一槍射穿了維達的頭，維達登時斃命。
梅西蒂趕到迷宮中央，看見奧菲莉雅倒在地上，瀕臨死亡。梅西蒂唱著搖籃曲安撫奧菲莉雅，奧菲莉雅的鮮血一滴滴落到迷宮底部的祭壇。這時，奧菲莉雅醒來，發現自己身穿華麗衣服，毫髮無傷，身處在金碧輝煌的大殿中。地下王國的國王告訴她，她通過了真正的試煉，寧可自己流血也不讓純潔之人流血。牧神稱讚奧菲莉雅的抉擇，並尊稱她為「公主殿下」。地下王國的女王要奧菲莉雅（夢亞娜）坐到父親身旁，一起統治地下王國。回到現實世界，奧菲莉雅斷了氣，死前嘴角掛著微笑。
最後，旁白敘述著這則童話故事的結局：地下王國在夢亞娜公主的英明統治之下，經歷了一段太平盛世，她在人間留下的細微痕跡，只有懂得怎麼看的人才能發現。

## 本片相關資訊

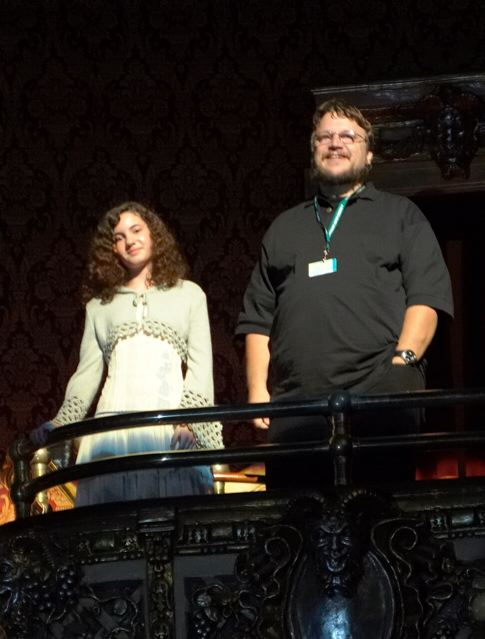
吉勒摩·戴托羅與伊凡娜·巴吉羅在本片北美首映禮上。

墨西哥籍的導演葛雷摩·戴托羅在2001年的時候已循墨西哥跟西班牙聯合製片的模式拍了一部《鬼童院》（製片是西班牙大導演艾慕杜華，時代定在1939年的西班牙，正是西班牙內戰（1936-1939年）的末期。《鬼童院》跟《羊男的迷宮》都屬於奇幻類型，但《鬼童院》偏向寫實主義的鬼故事，《羊男的迷宮》則接近被二分為奇幻世界和法西斯主義的現實世界。

## 評價
《羊男的迷宮》在2006年坎城影展獲得觀眾起立鼓掌長達22分鐘，直至2022年仍是該影展鼓掌持續最久的紀錄保持者。爛番茄根據239條專業評論，獲得「新鮮度」95%，平均得分8.6（滿分10分），觀眾投票評分91%，平均得分4.3（滿分5分）。IMDb的平均評分為8.2（滿分10分），Metacritic根據37條評論，總結出98分（滿分100分）的高度評價。
《Collider》的狄耶哥·彼涅達·帕切克（英語：Diego Pineda Pacheco）將本片列入「十部世界神話迷必看的電影」名冊。2023年，爛番茄滿25週年特別專題中，本片名列「影評家選出過去25年的最佳電影」排行榜第8名。

## 得獎紀錄

### 第79届奥斯卡金像奖
本片在2007年1月被提名入選角逐該獎的六個獎項：「最佳原著劇本」、「最佳攝影」、「最佳化妝」、「最佳藝術指導」、「最佳配樂」、「最佳外語片」，2月25日公佈獲得該獎之「最佳攝影」、「最佳化妝」、「最佳藝術指導」三個獎項。
此外亦榮獲當年星雲獎「最佳劇本」、雨果獎「最佳戲劇表現：長劇」。

## 小說版
戴托羅與作家柯奈莉亞·馮克合作撰寫《羊男的迷宮》的小說版本《Pan's Labyrinth: The Labyrinth of the Faun》，是一部黑暗奇幻小說，該書已於2019年出版。

## 外部連結
- 電影官方網頁
- 上映訊息 （页面存档备份，存于）（TRUE電影情報入口網）
- 電影介紹 （页面存档备份，存于）（遊戲基地新聞）
- 電影媒體公關網頁（劇照、預告片等，台灣上癮坊電影網站）
- 在Discogs上的《羊男的迷宮》（发行列表）
- 互联网电影数据库（IMDb）上《羊男的迷宮》的资料（英文）
- 豆瓣电影上《羊男的迷宮》的資料 （简体中文）
- 爛番茄上《羊男的迷宮》的資料（英文）
- Metacritic上《羊男的迷宮》的資料（英文）
- 时光网上《羊男的迷宮》的資料（简体中文）